# Liponema brevicorne
Liponema brevicorne is een zeeanemonensoort uit de familie van de Liponematidae. De wetenschappelijke naam van de soort werd in 1893 voor het eerst geldig gepubliceerd door J. Playfair McMurrich. Het is een diepwatersoort die relatief weinig wordt waargenomen. Het blijft vaak los van een substraat en kan over de oceaanbodem rollen, voortgestuwd door waterstromingen.

## Beschrijving
Liponema brevicorne kan tot 30 centimeter in diameter uitgroeien. Het kan verschillende vormen aannemen, variërend van bolvormig en opgeblazen tot laag en afgeplat. Het heeft een goed ontwikkelde basis en een korte, gladde zuil. De brede mondschijf hangt over de zuil en is bedekt met een zeer groot aantal korte tentakels die in kransen zijn gerangschikt. Er is een sluitspier aan de basis van elke tentakel die kan worden samengetrokken om de tentakel overboord te werpen.

## Verspreiding en leefgebied
L. brevicorne wordt gevonden in diep water in de noordoostelijke Grote Oceaan. Het dieptebereik zou 100 tot 1000 meter zijn, maar het is op veel grotere diepten gevonden. Grote aantallen werden waargenomen op de plaats van een walviskarkas dat op 3000 meter naar de zeebodem was gezonken. Deze anemonen worden meestal los aangetroffen op modderige, zanderige en grindachtige sedimenten, maar komen ook voor in de buurt van hydrothermale bronnen in diep water of koude submariene bronnen. 